# خرابه‌های قلعه قوری
خرابه‌های قلعه قوری مربوط به دوره سلجوقیان تا دوره ایلخانی است و در شهرستان چناران، بخش مرکزی، دهستان رادکان، روستای رادکان واقع شده و این اثر در تاریخ ۲۶ دی ۱۳۸۶ با شمارهٔ ثبت ۲۰۵۷۸ به‌عنوان یکی از آثار ملی ایران به ثبت رسیده‌است.